# Messierov maraton
Messierov maraton je naziv za cjelonoćno natjecanje u promatračkoj astronomiji u kojem je cilj pronaći i prijaviti sucu što više od 110 objekata iz Messierovog kataloga.
Broj messierovih objekata vidljivih kroz cijelu noć varira tijekom godine, a ovisi i o lokaciji promatrača. Razlog je godišnje prividno kretanje Sunca po ekliptici - objekti koji se određene noći nalaze blizu sunca neće se moći vidjeti tijekom noći. 

## Gdje?
Charles Messier je ovaj katalog napravio promatrajući nebo s lokacije na sjevernoj polutci, pa su stoga sjeverne zemljopisne širine najpovoljnije za promatranje ovih objekata. Promatrači s južne polutke će teško moći promatrati neke od najsjevernijih objekata, a to se posebno odnosi na galaktike M81 i M82 u Velikom medvjedu, te otvorene skupove M52 i M103 u Kasiopeji, koji se nalaze na deklinacijama iznad 60° sjeverno.
Iako se Messierov maraton može organizirati s bilo koje točke na sjevernoj polutci, najpovoljnije su širine od oko 25° sjeverno.

## Kada?
Za promatrače na širinama od oko 25° sjeverno, period kada je moguće vidjeti sve objekte se proteže između sredine ožujka i ranog travnja. Pri organizaciji maratona, često se uzima subota koja je najbliža mlađaku, pri čemu su dani prije mlađaka znatno povoljniji od onih nakon mlađaka jer je mjesec tada na znatno nižoj deklinaciji, pa je njegova visina, a i vrijeme provedeno iznad obzora, znatno kraće nego npr. u vrijeme prve četvrti.
Ovaj dio godine (oko proljetnog ekvinocija) poseban je i po tome što trajanje dana raste najbrže, a na širinama od oko 45°, u ovom periodu, dan se produži za 4 minute dnevno, pa kašnjenje od 2 tjedna znači sat vremena kraći maraton, čime on postaje dinamičniji i teži.
Messierov maraton se može organizirati i u drugim dijelovima godine, pri čemu broj vidljivih objekata varira ovisno o datumu i lokaciji promatrača. Postoji i kratak period oko jesenske ravnodnevice kada je moguće vidjeti gotovo sve objekte.

## Messierov maraton u Hrvatskoj
U Hrvatskoj tradicija organiziranja Messierovog maratona seže od 1995. godine, kada je započet zasada jedini hrvatski messierov maraton s ozbiljnijom tradicijom - Messierov maraton Višnjan-Rušnjak, u organizaciji Zvjezdarnice Višnjan. Na Višnjanski maraton počesto dolaze i gosti iz Slovenije, Italije, BiH, Srbije, pa i šire, a ukupni broj sudionika zadnjih godina se kreće između 20 i 25, uz višestruko više navijača i drugih astronoma amatera.